# Jan van der Hoeven (bioloog)
Jan van der Hoeven (Rotterdam, 9 februari 1801 – Leiden, 10 maart 1868) was een Nederlandse zoöloog. In 1826 werd hij hoogleraar in de zoölogie, mineralogie en geologie te Leiden. Zijn meest bekende boek is het Handboek der Dierkunde (1827-1833) dat vertaald is in het Duits en in het Engels. Van der Hoeven schreef net zo gemakkelijk over krokodillen als over vlinders, lancetvisjes, haring(-vangst) of maki’s. Toen hij onderzoek deed naar de poliepslak ontdekte hij een tweede seksueel orgaan met een onbekende functie. Dit orgaan is naar hem vernoemd en staat bekend als Hoevens orgaan of Van der Hoevens orgaan.

## Leven en werk
Jan van der Hoeven werd geboren in een welgestelde familie van kooplieden in Rotterdam. In 1819 verhuisde hij naar Leiden. In 1822 behaalde hij een graad in natuurkunde en vervolgens in 1824 in geneeskunde. Nadat hij een periode in Parijs had gewoond, ging hij als huisarts in Rotterdam werken. In 1826 werd hij echter aangesteld als hoogleraar in de zoölogie, mineralogie en geologie aan de Universiteit Leiden. In datzelfde jaar trouwde hij met Anna van Stolk. In zijn jeugd werd van der Hoeven beïnvloed door de Duitse filosoof Johann Gottfried Herder en was hij bevriend met Willem Bilderdijk, een prominente Nederlandse jurist, schrijver en historicus, die bekend was door het Protestantse Réveil. Twee van de broers van Jan van der Hoeven waren eveneens hoogleraar: Abraham was een Remonstrantse theoloog en Cornelis was medicus.

## Generalist
In de 19e eeuw was het niet meer mogelijk om alle wetenschappelijk kennis te bevatten, maar Van der Hoeven was een tamelijk ouderwetse wetenschapper (hij was een representant van het Biedermeiertijdperk) en een generalist: hij specialiseerde zich niet, noch werd hij theoreticus. In 1834 lanceerde hij het Tijdschrift voor natuurlijke geschiedenis en physiologie. Van der Hoeven was ook betrokken bij het onderwijs en schreef een biologieboek voor middelbare scholieren hoewel hij, paradoxaal genoeg, een van de laatste hoogleraren in Leiden was die zijn colleges in het Latijn gaf. In 1858 werd hij gekozen als buitenlands lid van de Koninklijke Zweedse Academie van Wetenschappen. In 1864 publiceerde hij het biologieboek Philosophia Zoologica (in het Latijn). In 1832 werd hij correspondent van het Koninklijk Instituut en in 1845 werd hij hier lid van. In 1851 werd het Koninklijk Instituut omgedoopt in de ‘Koninklijke Nederlandse Academie voor Kunsten en Wetenschappen’. In 1860 vroeg hij toestemming om de universiteit te verlaten. Hij stierf acht jaar later in Leiden.

## Publicaties
- Handboek der dierkunde. Leiden, 1827-1833 (3 delen)
- Recherches sur l'histoire naturelle et l'anatomie des limaces. Leiden, 1838.
- Redevoeringen en verhandelingen. Amsterdam, 1846.
- Bijdragen tot de natuurlijke geschiedenis van den Negerstam. Leiden, 1842.
- 'De Haring en de Haringvangst. Eene schets,' in: Album der Natuur, 1e jaargang (1852), p. 161–175.
- Philosophia zoologica. Leiden, 1864.